# Eupeodes

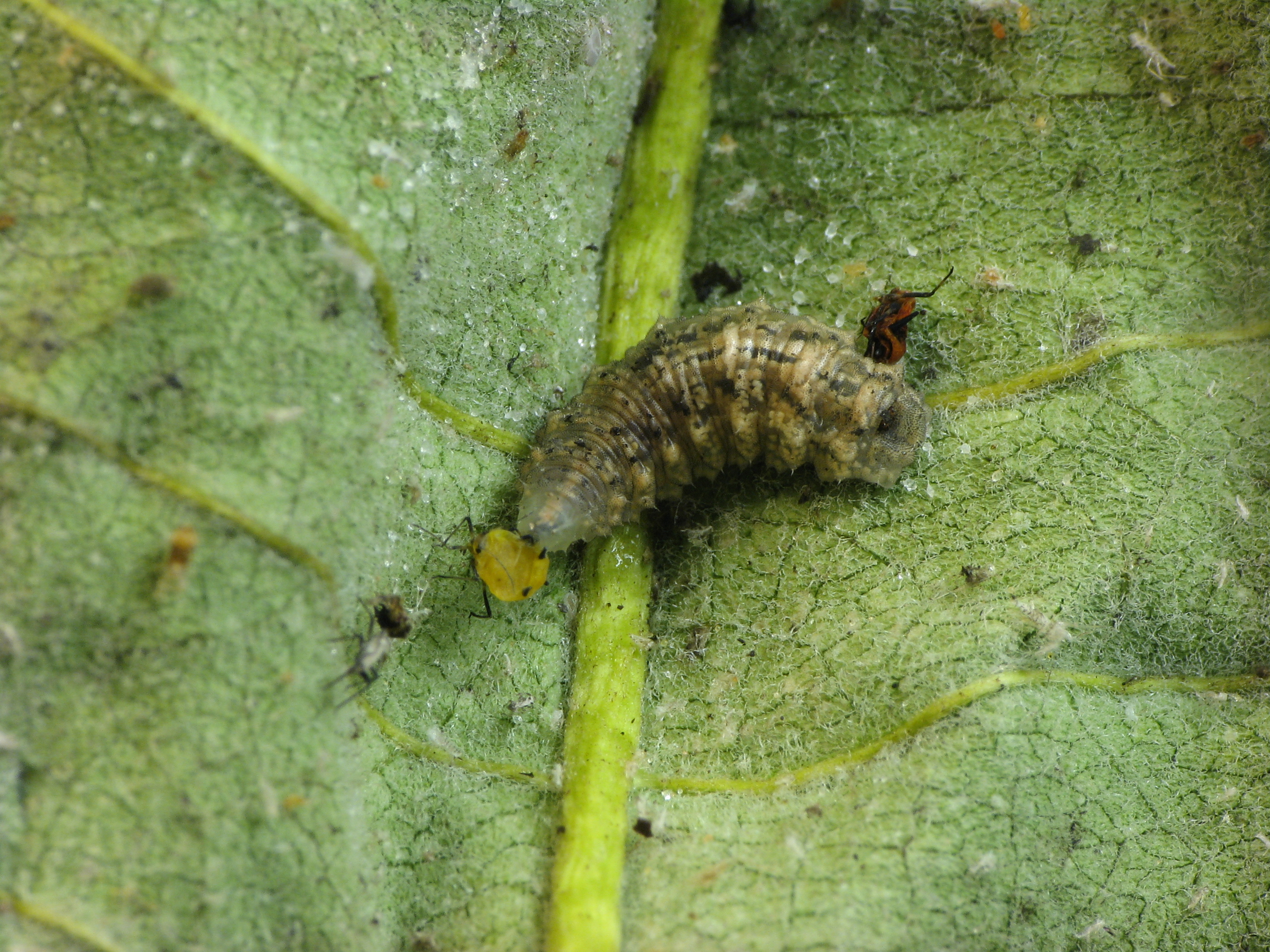
Eupeodes americanus, larva comiendo pulgones

Eupeodes es un género de moscas de las flores de la familia Syrphidae.
Miden alrededor de 10 mm. Las larvas se alimentan de pulgones y también de otros insectos de cuerpo blando. Los adultos se alimentan de néctar y son polinizadores. Son de distribución cosmopolita.

## Sistemática
Las especies incluyen:
- E. abberrantis (Curran, 1925)
- E. abiskoensis (Dusek & Láska, 1973)
- E. americanus (Wiedemann, 1830)
- E. borealis (Dusek & Láska, 1973)
- E. bucculatus (Róndani, 1857)
- E. confertus (Fluke, 1952)
- E. corollae (Fabricius, 1794)
- E. curtus (Hine, 1922)
- E. duseki Mazanek & Bicik, 1999
- E. flaviceps (Róndani, 1857)
- E. flukei (Jones, 1917)
- E. fumipennis (Thomson, 1869)
- E. gentneri (Fluke, 1952)
- E. goeldlini Mazanek Láska & Bicik, 1999
- E. lambecki (Dusek & Láska, 1973)
- E. lapponicus (Zetterstedt, 1838)
- E. latifasciatus (Macquart, 1829)
- E. lucasi (Garcia & Láska, 1983)
- E. lundbecki (Soot Ryen, 1946)
- E. luniger (Meigen, 1822)
- E. montanus (Curran, 1925)
- E. montivagus (Snow, 1895)
- E. neoperplexus (Curran, 1925)
- E. nielseni (Dusek & Láska, 1976)
- E. nigroventris (Fluke, 1933)
- E. nitens (Zetterstedt, 1843)
- E. nuba (Wiedemann, 1830)
- E. perplexus (Osburn, 1910)
- E. pingreensis (Fluke, 1930)
- E. pomus (Curran, 1921)
- E. punctifer (Frey, 1934)
- E. rojasi (Thompson, 1999)
- E. rufipunctatus (Curran, 1925)
- E. sculleni (Fluke, 1952)
- E. snowi Wehr, 1924
- E. subsimus (Fluke, 1952)
- E. talus (Fluke, 1933)
- E. tirolensis (Dusek & Láska, 1973)
- E. vandergooti (Dusek & Láska, 1973)
- E. volucris Osten Sacken, 1877

(Lista incompleta)